# Фойгт, Александр Вадимович
Фойгт Александр Вадимович (13 января 1958, Новокузнецк — 13 августа 2006) — чемпион России по альпинизму.

## Биография
Родился в Новокузнецке. Покорил Лхоцзе , Эверест , Пик Победы , Пик Коммунизма . Первый российский альпинист поднявшийся на Эверест без кислородной маски. В детстве переехал в Душанбе. Начал заниматься в альпинистском клубе «Хосилот» . С 1978 по 1983 чемпион республики Таджикистан. Стал «Спасателем СССР» (1981) и «Инструктором-методистом альпинизма СССР» (1982). Совершил восхождения на семитысячники Памира: пик Коммунизма (7495 м) и пик Корженевской (7105 м). Закончил Таджикский государственный политический институт. В 1983 году переехал в Новокузнецк, работал в тресте Кузнецкпромстрой прорабом. В период 1986—2006 годы в составе сборной команды России, альпинистского клуба «Грань» и Международного альпинистского клуба (МАК) покорял высочайшие вершины мира — восьмитысячники Гималаев: Эверест, Лхоцзе Главную (дважды), Лхозце Шар, Макалу, пик Хан-Тенгри, а также Килиманджаро . Совершил три первовосхождения в Антарктиде (2003). Стал Мастером спорта СССР и России. — чемпион России 1994 года в высотном классе (в связке с Владимиром Сталковским), чемпион России 1995 года в снежно-ледовом классе (в связке с Анатолием Шлехтом), был серебряным и бронзовым призёром чемпионатов СССР. Трагически погиб 13 августа 2006 года вместе с Юрием Утешевым (Междуреченск), Аркадием Кувакиным (Кемерово), Петром Кузнецовым (Красноярск) при покорении вершины К-2 (Чогори) в Пакистане, попав в лавину.
Дед Фойгт, Александр Павлович — начальник Рудстроя, зам директора ЗСМК по строительству.

## Награды
- орден «За заслуги перед Отечеством II степени» (2003),
- почетная награда Олимпийского комитета России «Фэйр Плей» (2005),
- «За особый вклад в развитие Кузбасса» (2001)
- «За служение Кузбассу» (2006 — посмертно).

Как оператор документального кино неоднократно удостаивался призов международных кинофестивалей: Международного кинофестиваля «Вертикаль» (Россия), Международного кинофестиваля в Палермо (Италия), Международного кинофестиваля в Тренто (Италия), Международного кинофестиваля в Граце (Австрия) и др. Был оператором телевизионных передач «Клуб путешественников» с Ю. А. Сенкевичем (2003), «Спорт без страховки» (РТР — 1998—1999), «Грани экстрима» (ТК «Звезда» и «Рамблер» 2001—2004). Автор персональных фотовыставок: в Государственной Думе РФ (2003), в галерее «Сибирское искусство» (2006) и др.